# 羽林軍三十一
羽林軍三十一，又名寶瓶座101，BD-21 6437，HD 221565、SAO 191988、HR 8939，是寶瓶座的一颗恒星，视星等为4.71，位于銀經47.93，銀緯-71.13，其B1900.0坐标为赤經23h 28m 2.6s，赤緯-21° -71.13′ 2″。